# Artibeus concolor
Artibeus concolor o murciélago frugívoro marrón, es una especie de murciélago de la familia Phyllostomidae.

## Distribución geográfica
Se encuentra en Brasil, Colombia, Ecuador, Guayana Francesa, Guayana, Perú, Surinam y Venezuela.